# Guerrobunus
Guerrobunus is een geslacht van hooiwagens uit de familie Phalangodidae.
De wetenschappelijke naam Guerrobunus is voor het eerst geldig gepubliceerd door Goodnight & Goodnight in 1945. 

## Soorten
Guerrobunus omvat de volgende 3 soorten:
- Guerrobunus arganoi
- Guerrobunus minutus
- Guerrobunus vallensis